# Domenico Mancini

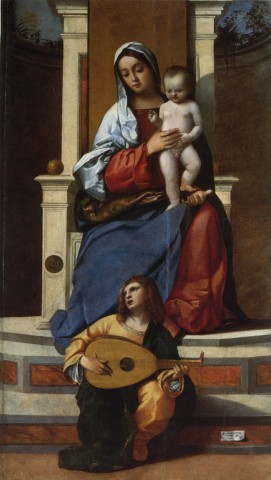
Mare de Déu amb l'Infant i l'àngel músic (1511).

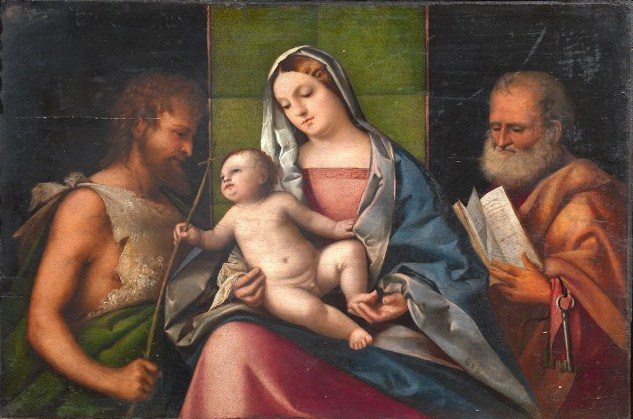
Mare de Déu entronitzada amb Sant Pere i Sant Joan Baptista (1500-1507).

Domenico Mancini (documentat el 1511) va ser un pintor renaixentista italià probablement oriünd de Venècia.

## Biografia
No existeix cap dada certa sobre Mancini, excepte la mínima informació que aporta la seva Mare de Deú amb l'Infant i l'àngel músic, conservada al Duomo de Lendinara (originàriament va ser realitzada per a la desapareguda església de San Francesco) i signada «dominicj mancinj/venetj p / 1511». És aquesta una obra bàsicament derivativa de les de Giovanni Bellini, principalment en les seves figures. Tanmateix, el tractament del color l'allunya de l'hieratisme bellinià per comunicar-li un aire emotiu similar a l'estil del jove Tizià, encara proper a l'art de Giorgione.
Obres posteriors accentuen el gust pel color i la sensibilitat es fa més giorgionesca si hi cap. A l'espera de noves descobertes que possibilitin un més gran coneixement de la figura de Mancini, el poc que d'ell permet albirar a un artista de talent, de temperament eclèctic, és a dir, capaç d'incorporar a la seva pintura les novetats que d'altres van introduir en l'àmbit de l'Escola veneciana, però dotant-les d'un caràcter netament personal.

## Obres destacades
- Mare de Déu entronitzada amb Sant Pere i Sant Joan Baptista (1500-1507, abans a Col·lecció Gamba, Florència)
- Mare de Déu amb l'Infant i l'àngel músic (1511, Santa Sofia de Lendinara)[1]
- Retrat masculí (1512, Col·lecció Grafton, Londres)[2]
- Sacra conversa amb donant (c. 1525, Museu del Louvre, París), obra de vegades atribuïda a Sebastiano del Piombo.